# Dansk Forfatterforenings H.C. Andersen Legat
Dansk Forfatterforenings H.C. Andersen Legat er som navnet antyder et legat, der bliver uddelt af Dansk Forfatterforening til minde om og påskønnelse af forfatteren H.C. Andersen. Det bliver normalt uddelt omkring H.C. Andersens fødselsdag den 2. april. Det er Kulturministeriet, som har stillet legatets tilhørende beløb til rådighed for Dansk Forfatterforening. Det var i 1955, at legatet blev oprettet i anledning af 150 året for H.C. Andersens fødsel i 1805.

## Liste over modtagere[1]
- 2021 Stine Pilgaard
- 2019 Knud Romer
- 2017 Ib Michael
- 2015 Knud Wentzel
- 2013 Jens Blendstrup
- 2004 Finn Barlby
- 2002 Lilian Brøgger
- 2001 Jørgen Skjerk
- 2000 Thomas Winding
- 1999 Aage Jørgensen
- 1998 Louis Jensen
- 1997 Johan de Mylius
- 1996 Johannes Møllehave
- 1995 Jytte Borberg
- 1994 Ulla Ryum og Jørgen Bonde Jensen
- 1993 Svend Otto S.
- 1992 Per Olov Enquist
- 1991 Klaus P. Mortensen
- 1990 Martha Christensen
- 1989 Peter Zinkernagel
- 1988 Klaus Rifbjerg
- 1987 Dorrit Willumsen
- 1986 Aage Henriksen
- 1985 Ib Spang Olsen
- 1984 Niels Birger Wamberg
- 1983 Villy Sørensen
- 1982 Thøger Birkeland
- 1981 Sven Møller Kristensen
- 1980 Kirsten Thorup
- 1979 William Heinesen
- 1978 Niels Oxenvad
- 1977 Cecil Bødker
- 1976 Poul Ørum
- 1975 Tove Ditlevsen
- 1974 Benny Andersen
- 1973 Elias Bredsdorff
- 1972 F.J. Billeskov Jansen
- 1971 Karl Bjarnhof
- 1970 Tom Kristensen
- 1969 Hans Lyngby Jepsen
- 1968 Erik Dal
- 1967 Jacob Paludan
- 1966 Aage Dons
- 1965 Bo Grønbech
- 1964 Peter Seeberg
- 1963 Hilmar Wulff
- 1962 Paul V. Rubow
- 1961 Frank Jæger
- 1960 H.C. Branner
- 1959 Hans Brix
- 1958 Helge Topsøe-Jensen
- 1955 Karen Blixen